# نجم‌آبی لب‌برگشته
نجم‌آبی لب‌برگشته (نام علمی: Scilla hohenackeri) یکی از گونه‌های سردهٔ نجم‌آبی است. ارتفاع گیاه تا ۳۰ سانتیمتر می‌رسد. برگ‌های بلند نسبتاً ضعیف آن تا ۲۰ میلی‌متر عرض و قطعات گلپوش آن تا ۲۰ میلی‌متر طول دارند. در جنگل‌های خزر و اغلب در شکاف دیواره‌های صخره‌ای می‌روید. فصل گلدهی فروردین ماه است.